# لودفيج فان بيتهوفن
لودفيج فان بيتهوفن (بالألمانية: Ludwig van Beethoven) ‏ (17 ديسمبر 1770 - 26 مارس 1827) كان ملحنًا وموسيقارًا وعازف بيانو ألماني، وهوَ أحدُ الشخصيّات البارزة في الحقبة الكلاسيكيّة التي تَسبِق الرومانسيّة؛ ويُعتَبرُ من أعظَم عباقرة الموسيقى في جميعِ العصور وأكثَرهُم تأثيراً، وأبدَع أعمالاً موسيقيّة خالِدة، كما له الفضلُ الأعظم في تطوير الموسيقى الكلاسيكيّة. وتَشمَلُ مُؤلّفاتُه تِسعَ سيمفونيّات وخَمسَ مقطوعاتٍ على البيانو وأُخرى على الكمان، واثنينِ وثلاثينَ سوناتا على البيانو وسِتّة عَشر مقطوعةً رُباعيّة وتريّة؛ كما ألّف أيضاً أعمالاً للصالونِ الأدبيّ وأُخرى للجوقة وأغانٍ أيضاً.
وُلِدَ بيتهوفن في مدينة بون والتي كانَت عاصمة انتخابية كولونيا وجزءاً من الإمبراطورية الرومانية المقدسة، وظهرت موهِبَتُه الموسيقيّة في سِنّ مُبكّرة ودَرسَ على يَدِ والِده يوهان فان بيتهوفن وكريستيان جوتلوب نيفي. خِلالَ الاثِنتَي والعِشرين السنة الأولى من حياتِه، دَرَس بيتهوفِن الموسيقى مع فولفغانغ أماديوس موتسارت كما أصبَح صديقاً لجوزيف هايدن. وانتَقَل إلى فيينا عامَ 1792 وبقيَ حتّى مماتِه ودَرس هُناك بِرفقَة هايدن وكوّن لِنَفسِه سُمعةً طيّبة باعتبارِه عازِف بيانو مُتمكّن. في عامِ 1800 -تقريبًا- بدأ سَمعُه يتدهور، وبحلولِ العُقدِ الأخير من حياتِه صارَ أصمّاً تماماً، إلّا أن صَممه هذا لم يَمنعهُ من إكمالِ مسيرَته التأليفيّة، فقد ألّف أحدَ أشهرِ الأعمال في تِلك الفَترة، واستَمرّ في التأليفِ إلى أن تُوفّي عام 1827.

## حياته

### حياتُه المُبكّرة

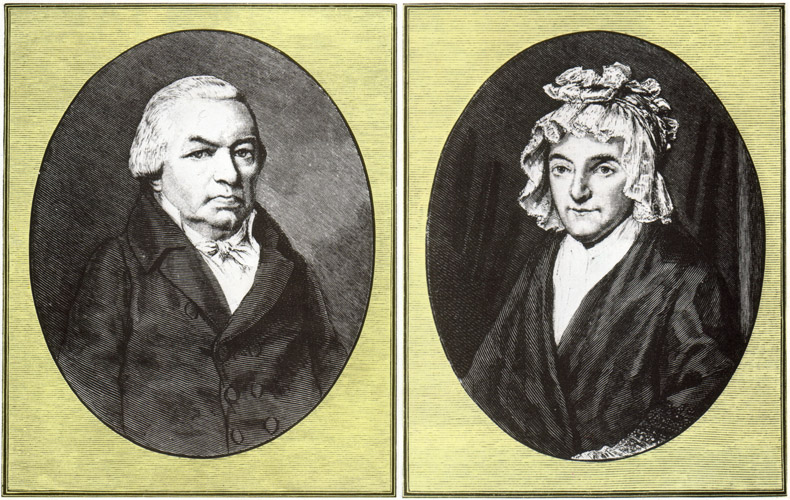
والِدا بيتهوفِن: يوهان فان بيتهوفِن، وماريا ماغدالينا كيفريش.

لودفيج فان بيتهوفن الابن هوَ حَفيدُ لودفيج فان بيتهوفن الجدّ (1712–73)، وهوَ موسيقيٌ أيضاً من ميشيلن التي كانَت تَتبَعُ الأراضي المنخفضة الجنوبية (الآن هيَ تَقَعُ في بلجيكا) وقد انتَقَل إلى بون في العِشرينيّات من عُمرِه. وكانَ مُغنّي باس في انتخابية كولونيا ثُمّ رُقّيَ ليُصبِحَ مُديرَ الفِرقة. وقد كانَ لدى لودفيج الجدّ ابنٌ واحِد وهوَ يوهان الذي كانَ مُغنّي تينور في نَفسِ فِرقة والِده كما كانَ يُعطي دُروساً خُصوصيّة في الكمان والبيانو لزيادَة الدَخل. تزوّج يوهان من ماريا ماغدالينا كيفريخ عامَ 1767 وهيَ ابنَةُ يوهان هاينريش كيفريخ الذي كانَ رئيس الطُهاة في بِلاط أسقفيّة ترير.

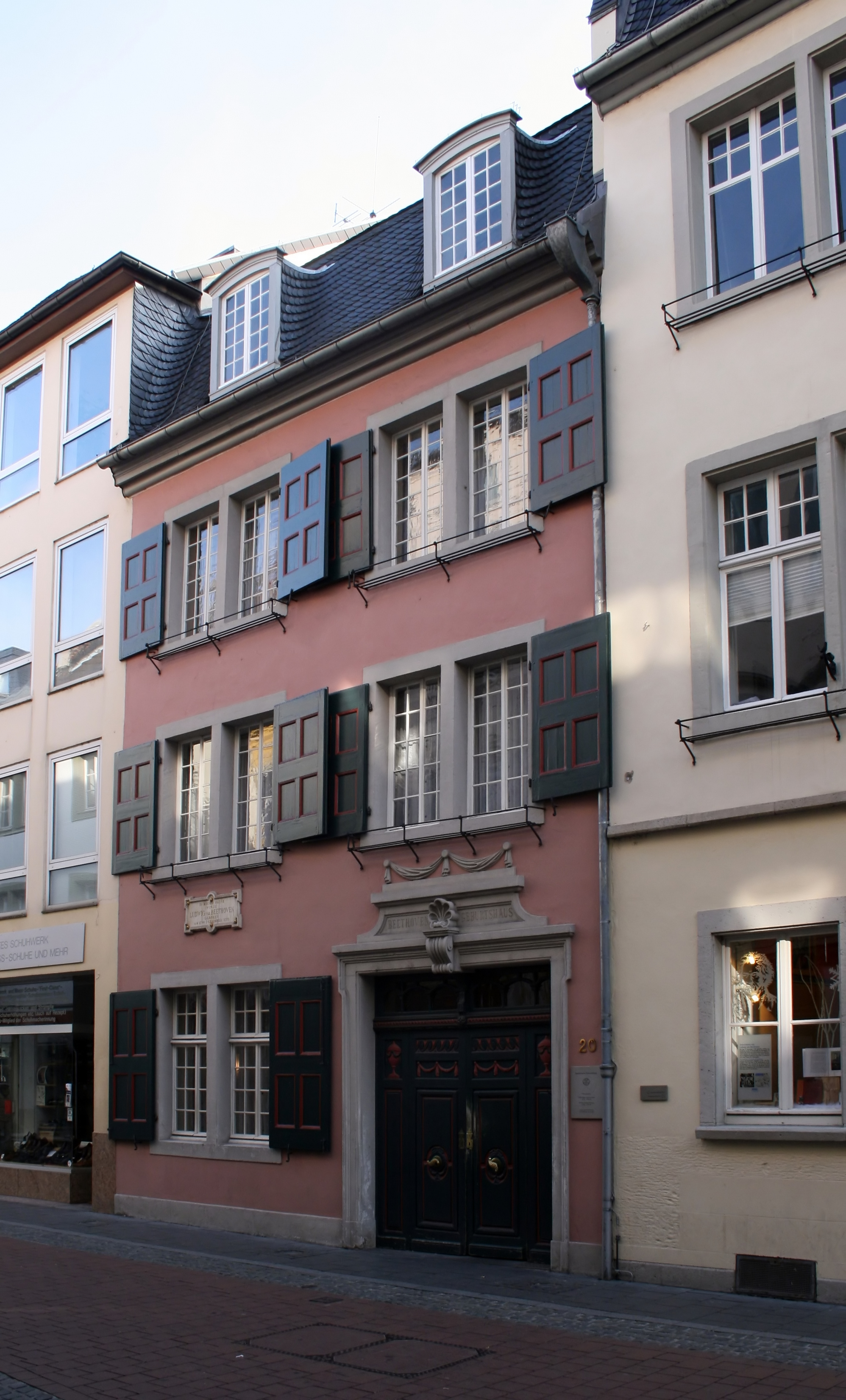
مَنزِل آل بيتهوفِن في بون حيثُ وُلِدَ لودفيج؛ وهو الآن مَعروفٌ بكونِه مُتحَف بيتهوفن.

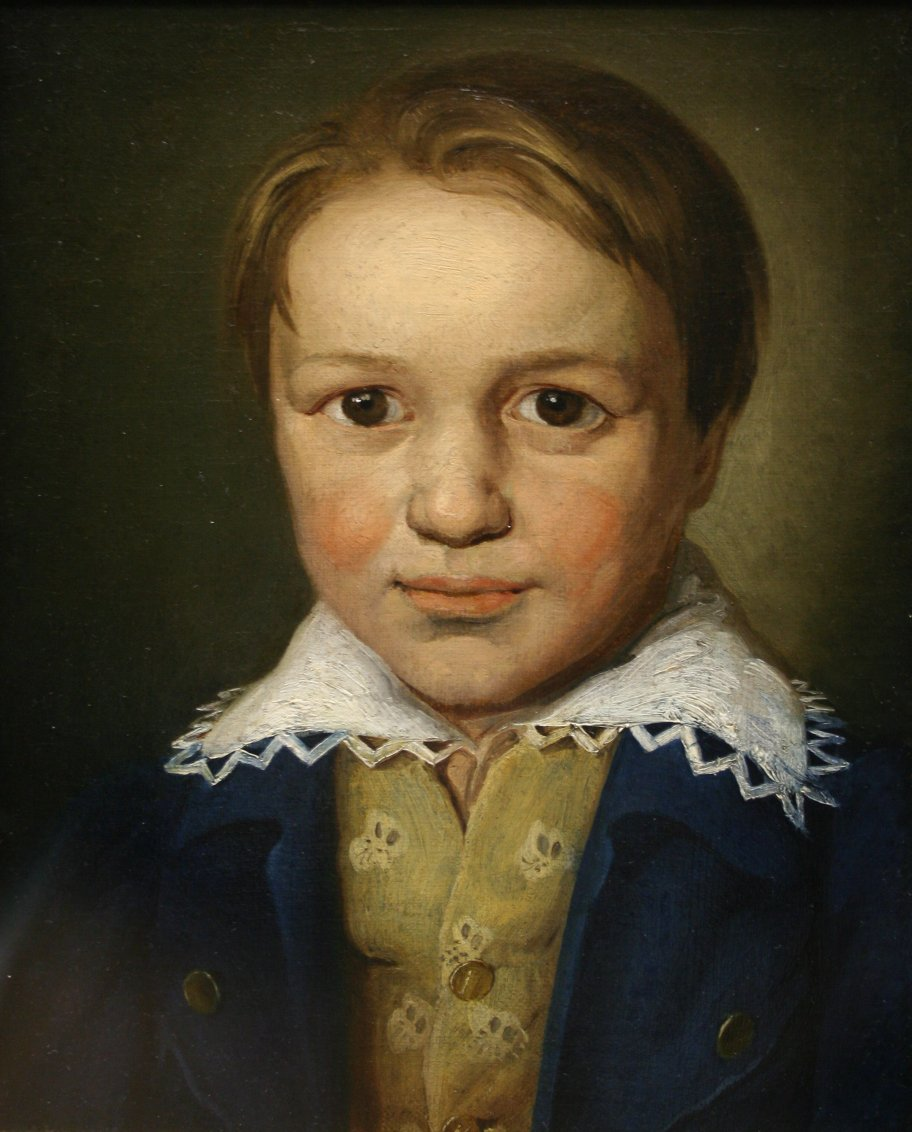
لوحَة تُظهِر بيتهوفِن بعُمر الثالِثة عَشر؛ راسمها مجهول.

وُلِدَ لودفيج فان بيتهوفن في بون وسُمي على اسمِ جدّه، ولا يُوجَد سجلٌ أصليٌ عن تاريخِ وِلادَته؛ وَوفقاً للسجلّات فقد تَمّ تعميدُه في أبرَشيّة القدّيس ريجوس وِفقاً لتعاليمِ الكنيسة الرومانية الكاثوليكية في 17 ديسمبر 1770. وكان مِن تقاليد بِلاد الراينلاند في تلك الحِقبَة أن يُعمّد الطِفل في اليوم التالي بعدَ وِلادَته لذا غالِباً فإن يوم ميلادِه هوَ 16 ديسمبر حيثُ عُرِفَ عن عائِلة بيتهوفِن احتفالَهُم بيومِ مولِده في ذاك التاريخ، كما اتّفقَ أغلبُ الباحثين أنّه وُلِد في هذا اليوم إلّا أنه لا توجَد وثيقَة رسميّة بهذا. وإن اللاحقة «فان» في اسمه لا تدلّ على لقبٍ من ألقاب النُبل الألمانية كما هي الحال مع اللاحقة «فون»، وكلمة بيتهوفن مكوّنة من كلمة هوفن وهو الحقل وبيت وهو الشمندر، وبذلك يكون معنى الاسم هو حقل الشمندر. ومن بَينِ 7 إخوة لـِلودفيج كانَ هوَ الثاني من بينِهم، وقد تُوفوا جميعاً صِغاراً عدا أخوينِ لهُ أصغَر مِنه أحَدُهما يُدعى كاسبار انطون كارل وولِدَ في 8 أبريل 1774 والآخر يُدعى نيكولس يوهان وهوَ الأصغر وولِدَ في 2 أكتوبر 1776. وكان بيتهوفِن في صِغره يُلقّب بالإسباني بسبب لون شعره الداكن وبشرته الغامقة، مما رجّح عند المؤرخين أن يكون بيتهوفِن مُهجّناً من دمٍ إسباني، فقد احتلّت إسبانيا تلك الأراضي سنواتٍ طويلة.
أوّل مُدرّسِ موسيقى حَظي بِه لودفيج هوَ والِدُه يوهان، وكانَ معروفاً عنّه أنّه شديدٌ في تعامُلِه معه لدرجّة أنّه غالِباً ما كانَ لودفيج يَعزِف باكياً بسبب أبيه وكانَ لِهذا أثرٌ كبيرٌ بي نَفسِه وعُلوّه كأحدِ أشهر المُؤلّفينَ في العالم. كما حَظِيَ بيتهوفن بأساتِذةٌ مَحلّيين أُخَر مِثلَ غليس فان دين إيدن، وتوبياس فريدريش فايفر وهوَ صديقٌ للعائِلة وعلّم لودفيج البيانو، وفرانز روفنتني وهوَ من أقارِبه وعلّمه العَزفَ على الكمان والكمان المتوسط. وقد ظَهرتْ موهِبتُه الموسيقيّة في عُمرٍ مُبكّر مما دَفَع والِده بعد رؤيّة النجاحات التي حقّقها ليوبولد موتسارت مع طِفليه العباقِرة فولفغانغ موتسارت وأختِه ماريا آنا موتسارت دَفَعهُ إلى استِغلالِ ابنِه أنّه كانَ في السادسة من عُمرِه لأوّلِ أداءٍ علنيّ له أمامَ الجُمهور عام 1778 على الرُغم من كونِه كان بِعُمر السابِعة.
في وقتٍ ما من عامِ 1779 بدأ لودفيج دِراسَته على يدِ أهمّ أستاذٍ في بون وهو كريستيان جوتلوب نيفي الذي أصبَح عازِف الأورغن في الأبرشيّة في ذاتِ العام. وقد علّمه نيفي أصولَ الموسيقى كما ساعَده على تأليفِ أولى ألحانِه المنشورة عام 1783 وهيَ (WoO 63). وسُرعانَ ما عَمِل بيتهوفن مع أستاذِه كمُساعدٍ لَه في عَزف الأورغن، حيثُ كانَت أوّل مُشارَكة معه عام 1781 بلا أجر، أمّا الأخرى كانَت عام 1784 وكانَت مَدفوعَة الأجر من قِبَل مُدير الفِرقة أندريا لوخيسي. كما نُشِرت أولى ثلاث سونتات لَه عام 1783 وسُمّيت بـKurfürst تيمُّناً بالناخِب ماكسيميليان فريدريش (1708–84)، حيثُ لاحَظ ماكسيميليان موهِبة بيتهوفن في الموسيقى ودَعمَه وشجّعه في دِراسَته
بعدَ وفاة ماكسيميليان فريدريش أتى بعدَه ماكسيميليان فرانز ليكونَ ناخِب بون الجديد وهوَ الابن الأصغر لماريا تيريزا وأحدَث تغييراتٍ مَلحوظَة في بون سيراً على خُطى شقيقِه جوزيف في فيينا، حيثُ نَفّذ إصلاحاتٍ تَستَنِدُ على فلسَفة التنوير كما اهتَم بالتعليم والفنون. وقد تأثّر بيتهوفِن الذي كانَ في سِن المُراهقة حينها بهذه التغييرات كما تأثّر بأفكارِ الماسونيّة حيثُ كانَ أستاذُه نيفي وأغلَب الناسِ حوله من المتنورين.
سافَر لودفيج عامَ 1787 إلى فيينا للمرّة الأولى في حياتِه لمُحاوَلة الدِراسَة مع موتسارت؛ عَلاقَة الفنّانين ببعضِهما غير معروفَة، بل هوَ مشكوكٌ بالأمر إذا كانا التقيا فِعلاً أم لا. عادَ بيتهوفِن إلى بون بعدَ أسبوعَين من وصولِه بسبب مَرضِ أُمّه، ثُم توفّيت والِدته بعد وقتٍ قصير وأدمَن والِده على شُربِ الكحول إثرَ ذلك. ونتيجةً لذلك، أصبَح لودفيج مسؤولاً عن رِعاية أخويه الصِغار، فبَقي في بون للخَمسِ سنوات اللاحِقة.
تعرّف بيتهوفِن في تِلك السنوات على العديدِ من الأشخاص المُلهمين في حياتِه. أحَدُهم هو فرانز ويغلر، وهوَ طالِبٌ في كُليّة الطِب الذي عرّفَه بعائِلة فون بريونينغ، ودائماً ما كان بيتهوفِن يزور العائِلة لتعليم الأطفال العَزف على البيانو. كما تَعرّف على الكونت فرديناند فون والدستين الذي أصبَح صديقَه الحميم.
في عام 1789 حَصَل بيتهوفِن على حُكمٍ قانونيّ مَفادُه أن يُعطَى نِصفَ راتِب والِده لإعالَة أسرته. كما استَطاع الحصولَ على المال لأجلِ المَعيشَة من خِلال عَزفِه على الكمان المتوسط في الحَفلات. وفي تِلكَ الفترة سَمِع عَدداً وتعرّف أكثر على الأوبرا، من بينِها ثلاث أعمال لموتسارت.

### بدء المَسيرة الموسيقيّة في فيينا
بينَ عامَي 1790 و1792 ألّف بيتهوفِن ولحّن عدداً من الأعمال الموسيقيّة التي صَقلتْ موهِبتَه، لم تُنشَر تِلك الأعمال فورَ تأليفِها وعُرِفَت باسم ''أعمال بيتهوفِن غير المُصنّفة WoO''. التَقى بيتهوفِن بِجوزيف هايدن في نهايةِ عام 1790، حيثُ كانَ مُسافِراً إلى لندن وتوقّف في المدينَة خِلالَ فترة عيدِ الميلاد. بعدَ عامٍ ونِصف عادَ هايدن مُجدّداً وبَقي في بون فَترة خِلال رِحلَة عودَتِه من لندن إلى فيينا في يوليو 1792، رتّب الاثنانِ الترتيبات اللازِمة ليدرُس بيتهوفِن على يَد هايدن. وأخيراً رَحل لودفيج إلى فيينا في نوفمبر 1792 بمُساعدة الناخِب، وبعدَ وقتٍ قصيرٍ من وُصولِه جائه خَبرٌ أن والِده قد تُوفّي. كانَ موتسارت في حينِها قد تُوفّي مُؤخّراً، فكتَب الكونت فرديناند فون والدستين لَه: «من خِلال الدِراسَة مع هايدن وبسبب التدريب المُستَمر ستكونُ روح موتسارت في أعماقِك.» فكان بيتهوفِن خَلفاً لموتسارت في فيينا خِلال السنوات القليلة القادِمة، وصارَ يُضيف اللمسات الموتسارتيّة على أعمالِه.
لم يُظهِر لودفيج نَفسَه كمُلحّن مُباشرةً، بل كرّس نَفسَهُ بِدايةً للدراسَة وتحسين أدائِه مع جوزيف هايدن، وظلّ يَعمَل تحت إشرافِه. كما سعى لإتقانِ الطِباق، بالإضافَة لكونِه درس الكمان على يَد ايجنز شوبانزاي. كما كانَ يتلقّى في بعضِ الأحيان دروسَاً من أنطونيو سالييري الذي كانَ يُعلّمُه أساليب الموسيقى الإيطاليّة، واستمرّت هذه العلاقَة حتَى عام 1802 على الأقل أو حتّى عام 1809 على الأكثر. بعدَ رحيل هايدن إلى إنجلترا في 1794، توقّع الناخِب أن يعودَ بيتهوفِن إلى موطِنه، ولكنّه فضّل أن يبقى في فيينا بدلاً من ذلك واستمرار تعليمِه الطِباق الموسيقيّ على يَد يوهان جورج ألبريشتبيرجر ومُدرّسين آخرين. وقد لاحَظ عددٌ من النُبلاء قُدرَته وبراعَته فَعرضوا عليه أن يدعموه ماليّاً مِثل جوزيف فرانز فون لوبكويتز وكارل ليشنوفسكي وغوتفريد فان سويتن. بِحلولِ عام 1793، كوّن لبيتهوفِن سُمعةً جيّدة بينَ النبلاء حيثُ كانَ يَعزِف في الصالونات وغالِباً ما كانَ يَعزِف مجموعَة باخ الموسيقيّة المعروفَة باسم Well-Tempered Clavier. وقد بدأ صديقُه نيكولاس سيمروك بِنشرِ مُؤلّفاتِه في ذاكَ الوقت، وأولى الأعمال المنشورَة مَعروفَةٌ باسم WoO 66. كما اشتهر في فيينا في نَفسِ العام باعتبارِه عازِف بيانو لكنّه لم يَقُم بأيّ أداءٍ علنيّ حتّى عام 1795 في حَفلٍ أقيم بشكلٍ خاصّ للعَزف على البيانو. بعدَ فترةٍ وجيزَة من بعدِ الحَفل، نَشر أولى مَجموعة من أعمالِه غير المُصنّفة وثلاث مَعزوفات رئيسيّة على البيانو أيضاً، وأهدى هذه الأعمال وأخصّها لداعِمه كارل ليشنوفسكي.

### نضوجه الموسيقي

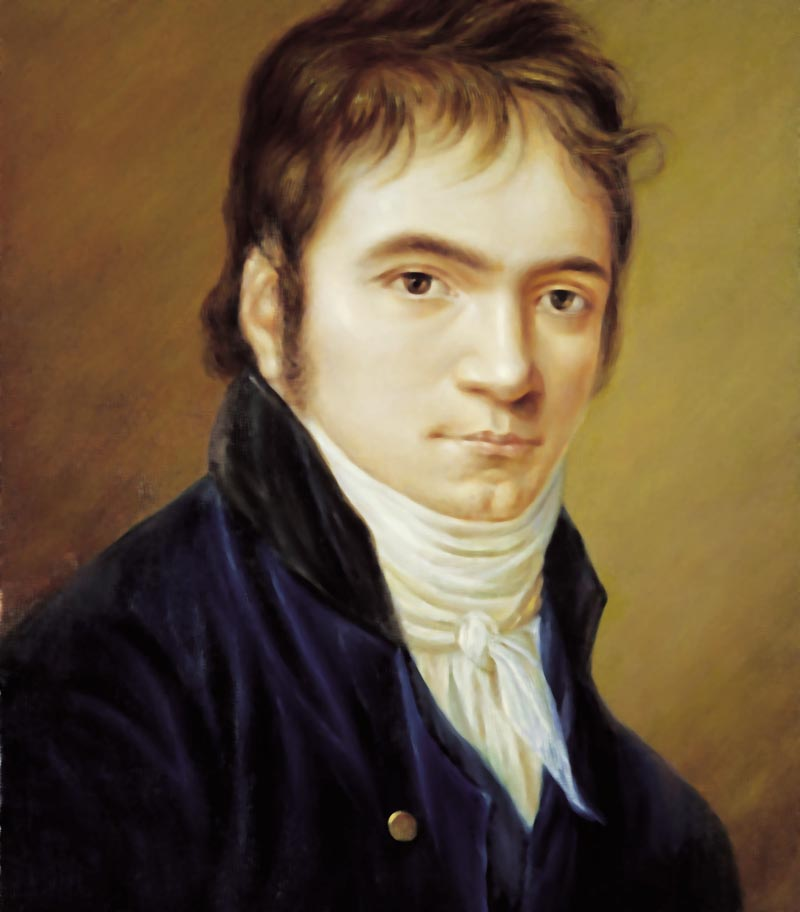
بيتهوفِن عام 1803، رَسمها كريستن هورنمان

ألّف بيتهوفِن أوّل سِتّ رُباعيّات وتريّة (Op. 18) بينَ عامَي 1798 و1800 وأهداها لكارل ليشنوفسكي. نُشرت تلكَ الأعمال في عام 1801 تَزامُناً مع نَشرِ السيمفونيّة الأولى (Op. 21)، وبعدَ نَشِر السيمفونيّتين الأولى والثانية (Op. 36) بينَ عامَي 1801 و1803 أصبَح بيتهوفِن من أهمّ المؤلّفين الشباب في جيلِه بعدَ هايدن وموتسارت. واستَمرّ أيضاً بتأليفِ أشكالٍ أُخرى، فألّف الكثيرَ من سونتات البيانو المنفرد أشهَرها معروفٌ باسم سوناتا باثاتيك (Op. 13) التي وَصفها أحدُ الباحثين أنّها تفوقُ جَميعَ أعمالِه السابِقة، تنبَع من قوّة شخصيّته وعُمقِ عاطِفته، وفيها مستوى عالٍ من الإبداع والأصالَة. كما أنهَى كذلك مَجموعَة سبتيت (Op. 20) في سُلّم مي المُنخفض الكبير في 1799 التي تُعتَبر من أكثَر الأعمال شيوعاً في حياتِه. وقد استأجر بيتهوفِن مَسرَح بورغ في 2 أبريل 1800 للحَفلة التي أدّى فيها السيمفونيّة الأولى، ولمْ تُعزَف يومَ ذاك السيمفونيّة الأولى وحسب، حيثُ شَمِلت معزوفاتٍ لهايدن وموتسارت ومجموعَة سبتيت وواحِدة من كونشرتوتاتِه غير المنشُورة. وقد وَصفت مجلّة Allgemeine musikalische Zeitung الألمانيّة ذلك الحَفل أنّه من أكثَر الحَفلات تشويقاً وإثارةً للاهتمام مُنذُ وقتٍ طويل.

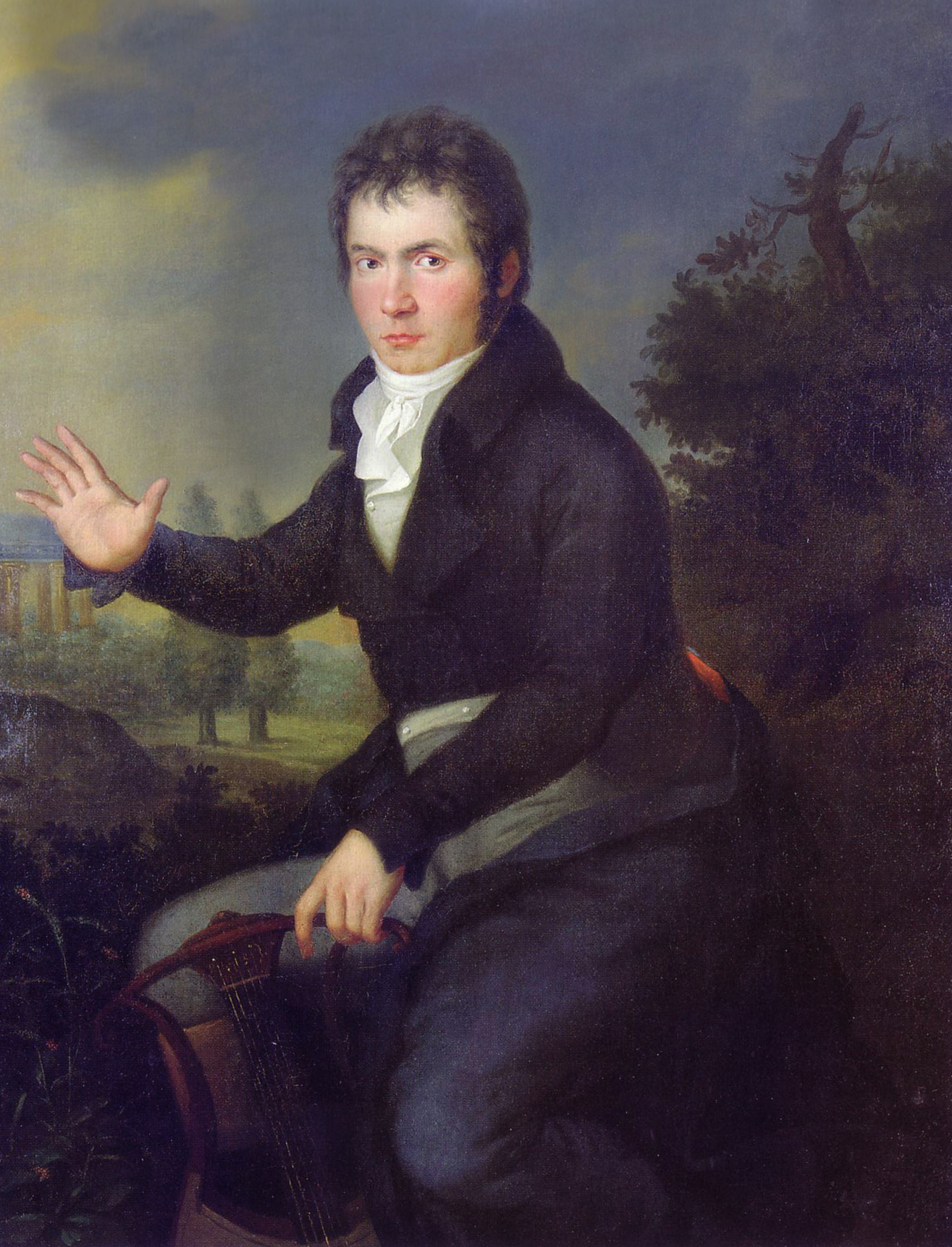
بيتهوفِن عام 1804-05 ويظهِر فيها حامِلاً إحدى الآلات الموسيقيّة. رسمها جوزيف يليبرورد ماهلر.

تأثّر لودفيج فان بيتهوفِن بشكلٍ واضِح بأسلوبِ موتسارت وهايدن. فعلى سبيلِ المِثال، أعمال بيتهوفِن المعروفَة بخُماسيّة البيانو والرياح (Op. 16) مُشابِهة كثيراً لأعمال موتسارت التي تحمِل نَفس الاسم مع إضافَة بيتهوفِن للمساتِه الخاصّة في العَمل. وبِنهايَة عام 1800 وردت لبيتهوفِن الكثير من العروض من الرُعاة والناشرين والجماهير على حدّ سواء.
في عامِ 1799 قامَ بيتهوفِن بتدريسِ البيانو لبناتِ الكونتيسة آنا برانسفيك، في تِلكَ الأثناء وقعَ في حُبّ ابنتِها الكُبرى جوزفين برانسفيك. وصارَ يُرسِل لها رسائِل حُبّ كثيرة كتِلكَ الرِسالة غير المُرسَلة التي عُثِرَ عليها بعدَ وفاتِه المعروفة باسم الحبيب الأبدي وهيَ الآن موجودَة في مَكتَبة برلين مُنذ عامِ 1880. بيدَ أنّ جوزفين بعدَ فترةٍ وجيزَة من تلك الدروس تزوّجت من الكونت جوزيف ديم، وكانَ بيتهوفِن يزورُهم باستمرارٍ في بيتِهم بِحُجّة تعليمِ جوزفين البيانو. وقد أنجَب الزوجين 4 أطفال وزادت علاقَة بيتهوفين بجوزفين بعد وفاة زوجِها المُفاجِئة في عام 1804. كانَ لبيتهوفِن أيضاً بعضُ التلاميذ الأُخر، مِن بينِهم فرديناند ريس الذي درّبَه من عام 1801 حتّى 1805 وقد أصبَحَ مُؤلّفاً بارِعاً أيضاً وكتبَ لاحِقاً كِتاب Beethoven remembered الذي دوّن فيه تفاصيلَ لقاءاتِه معه. كما درّس الشاب كارل تشيرني مِن 1801 حتّى 1803. اشتَهر تشيرني فيما بَعد وأصبَح مُدرّساً للموسيقى وجديرٌ بالذِكر أنّه قامَ بتدريس المُلحّن الشهير فرانز ليست.
استمرّ بيتهوفِن بالتأليف الموسيقيّ، وألّف بينَ عامَي 1800-1802 العديدَ من السوناتات المُهمّة مِثلَ سوناتا بيانو رقم 14 المَعروفَة باسم ضوء القمر (Op. 27). وفي رَبيع 1801 أكمَل مَعزوفَة مخلوقات بروميثيوس (Op. 43) في الباليه. وقد تلقّى العديدَ من العروض في تِلكَ الفترة فسارَع لِنشر مُؤلّفاتِه. وأنهَى السيمفونيّة الثانية في رَبيع 1802 وكانَ من المُفتَرض أن يُؤدّيها في حَفلٍ ولكنّه أُلغي؛ وبدلاً مِن ذلك، عُزِفت السيمفونيّة في العام الذي يليه على مَسرح آن در فيين في فيينا، كما عُزِفت أيضاً في تِلكَ الأُمسية السيمفونيّة الأولى وكونشرتو البيانو الثالثة (Op. 37) والأوبرا الدينيّة المسيح على جبل الزيتون (Op. 85). حازَ الحَفلُ على تقييماتٍ مُتباينة بيدَ أنّه حقّق نجاحاً ماليّاً. كما تحسّنت تعاقُدات بيتهوفِن الماليّة مع الناشرين في 1802 خاصّة بعد أن بدأ شقيقُه كاسبار بالتدخّل في إدارَة شؤونِه الماليّة. كما ارتَفع سِعرُ أعمالِه، بالإضافَة لكونِ أخيه صارَ يبيعُ وينشُر الأعمال غير المنشورة بسعرٍ غالٍ.

### فِقدان السَمع

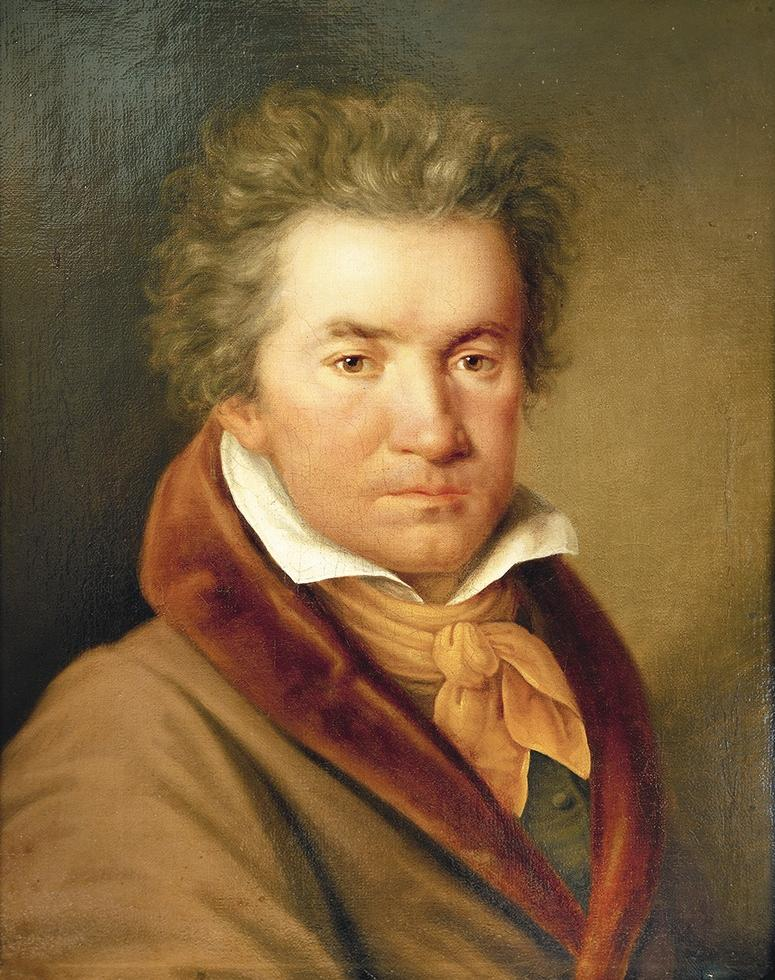
بيتهوفِن عام 1815. رَسمها جوزيف يليبرورد ماهلر.

بدأ بيتهوفِن في عُمرِ الـ26 عام 1796 بِفقدانِ السَمع. كانَ يُعاني من طنين حادٍّ في أذنيه مما صعّب عليه سماعَ الموسيقى بشكلٍ جيّد، وقد صار يتجنّب المُحادثات مع الناس. ما سَبّب الصمم لبيتهوفِن غير معروف ولكن يُرجّح على أنّه التيفوس الوبائي أو أحد اضطرابات المناعة الذاتيّة مِثلَ مرض الذئبة الحمراء، وحين شرّحوا جُثّته وجدوا أنّ أُذنَه الداخليّة مُلتَهبة. في عامِ 1801 كَتَب بيتهوفِن لأصدقائِه يَصف فيها حالَته ومدى تأثيرها على حياتِه المهنيّة والاجتماعيّة. وبناءً على نَصيحَة طبيبِه، انتَقل بيتهوفِن في عامِ 1802 للعيش في بلدَة هيلنستات التي تقعُ على مَشارِف فيينا. خِلالَ تِلكَ الفترة أرسَل رسائِل لإخوتِه تُظهِر لهم نيّته على الانتحار فهوَ موسيقيّ ولا يستطيع العيش بدونٍ الاستماع لِما يُؤلّفُه ورسائِل أُخرى يُقرّر فيها أن يتعايَش مع وَضعِه الحالي. وبمرورِ الوقت تدهوَر سَمعُه أكثَر ووصلَ لِدرجةٍ لا يَسمَعُ فيها شيئاً، ويُذكَر أنّه ألّف السيمفونيّة التاسِعة (Op. 125) ولمْ يَسمع مِنها شيئاً. وخِلالَ العَرضِ الأوّل للسيمفونيّة عام 1824 كل الجمهور حيّاه بالتصفيق مع الوقوف خمس مرات، وكانوا يلقون بقبعاتهم ومناديلهم في الهواء ويرفعون أيديهم، في محاولة للفت انتباه بيتهوفين الأصم ليرى أنهم يصفقون له. لم يتوقّف بيتهوفِن عن التأليف الموسيقيّ خِلالَ فترة صَممه، إنما كانَ من الصَعبِ عليه أن يَعزِف في الحفلات، وقد كانَ ظُهورُه الأخير هي الأُمسية التي عَزف فيها السيمفونيّة التاسِعة التي كانَت بدورِها أول ظهورٍ لَه منذ 12 عاماً. وقد لوحِظَ أنّه بَقي يستَمِع للموسيقى والأصوات بشكلٍ واضِح حتّى عام 1812. ووصولاً لعالم 1814 كانَ قد فقدَ السَمع تماماً. وصارَ يستَخدِم المُحادثات الكِتابيّة للتخاطُب مع الناس، واستمرّ في استخدامِها طيلةَ العشر السنوات الأخيرة مِن حياتِه، وكانَ الناسُ أيضاً يُخاطِبونَه عبر الكِتابة أيضاً. وقد جَمع أصدقاؤه بعضَ تِلك المُحادثات في كِتابٍ واحد. في مُتحَفِ بيتهوفِن في مَدينَة بون، هُناك مجموعَةٌ كبيرةٌ من أجهزِة السمع التي كانَ يستَخدِمُها.

### الرُعاة الماليّين

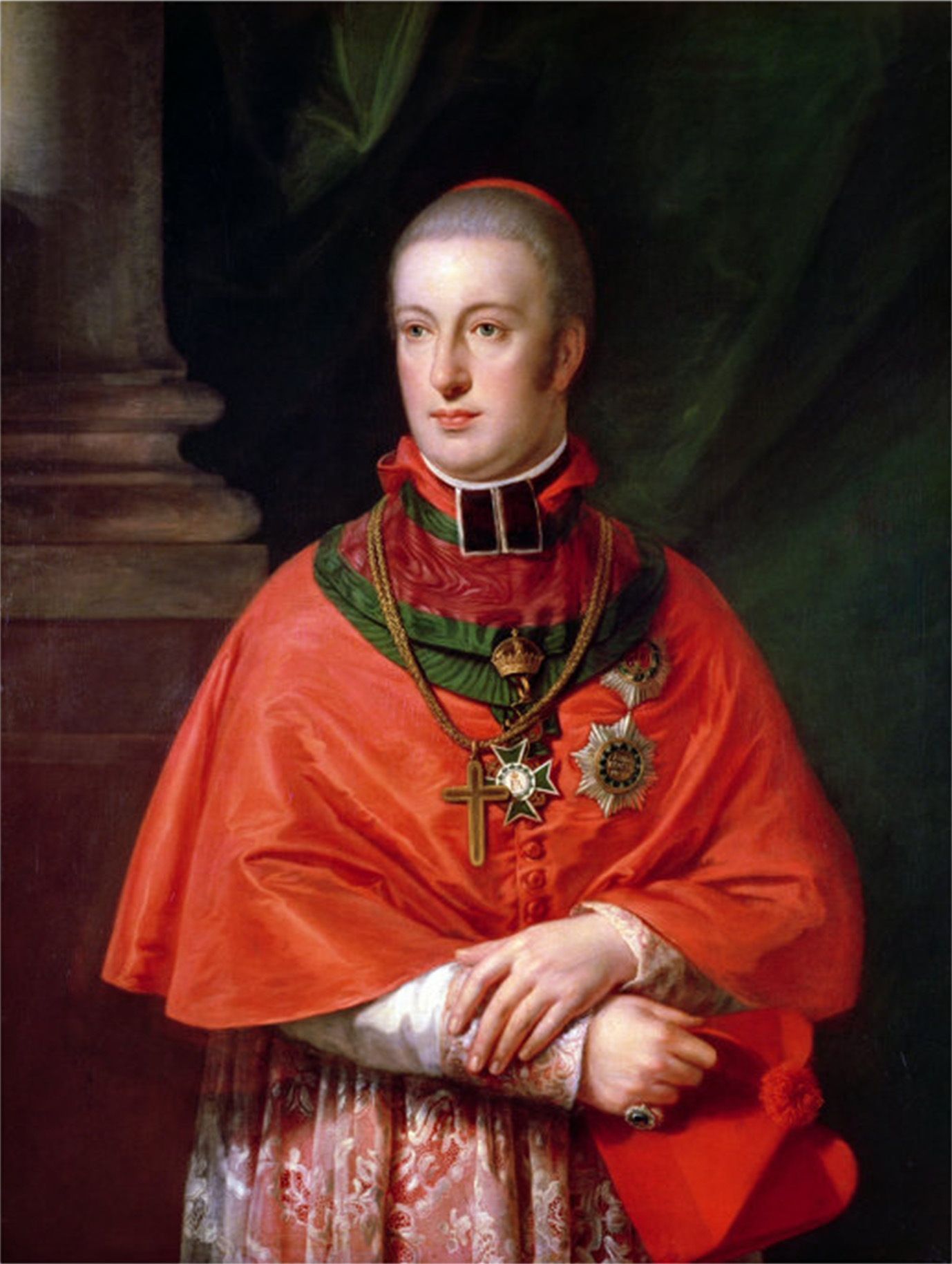
لوحَة لأرشيدوق رودولف أحد أهمّ الداعميين لبيتهوفِن.

دَخلُ بيتهوفِن الماليّ كانَ من مبيعاتِ أعمالِه المنشورة ومن الحَفلات العامَة، بالإضافَة إلى ذلك، كانَ بعضُ النُبلاء يُكرِمونَه بِسخاء وكانَ يُقدّم لهم عُروضاً خاصّة، كأن يُعطيهِم نُسخاً مِن مؤلّفاتِه الحصريّة التي لم تنشَر بعد. مِن بينِ أولئك الداعمين كانَ كارل ليشنوفسكي وجوزيف فرانز فون لوبكويتز الذين كانا يصرِفان له راتِباً سنويّاً.
لَرُبما كانَ أكبَر الداعمين لبيتهوفِن هوَ الأرشيدوق رودولف وهوَ الابن الأصغَر لإمبراطور ليوبولد الثاني، وقد بدأ بدِراسَة البيانو على يَدِ بيتهوفِن عام 1803 أو 1804. وقد أصبَحوا أصدقاءً واستمرّوا كذلك حتّى عام 1824. وقد أهداهُ بيتهوفِن 14 مَعزوفَةً مُختَلفة من أشهرها ثُلاثيّة البيانو (Op. 97) ومعزوفَة ميسا سولمونيس (Op. 123)، وقد أهدَى رودولف بِدورِه معزوفَة من معزوفاتِه لبيتهوفِن. يُذكَر أنّ الرسائِل التي أرسَلها بيتهوفِن له مَحفوظَةٌ اليوم في دير غزلشافت موسكيفروندي في فيينا.
في خَريف 1808 بعدَ أن رَفض مَنصِباً أن يكون في المَسرح الملكي، تلقّى عرضَاً براتِبٍ مُغري من شقيقِ نابليون بونبارت مَلِك فستفالن جيروم ليعمَل كعازِفٍ في البِلاط الملكي في كاسل. ولإقناعِه بالبقاء في فيينا، قامَ الأرشيدوق رودولف والأمير كينسكي وجوزيف لوبكويتز بالاتفاق مَعه بِدفِع راتِبٍ يصلُ إلى 4000 فلورين سنويّاً. بيدَ أنّ الأرشيدوق رودولف هوَ الوحيد الذي دَفعَ لهُ في التاريخ المُتّفق عليه. أمّا كينسكي التَحقَ بالخِدمَة العسكريّة وسُرعان ما توفّي بعدَ سقوطِه مِن حِصانِه. وتوقّف لوبكويتز عن إعطائِه راتِباً في سبتمبر 1811. لمْ يَرع أحدٌ بيتهوفِن بعدَ ذلك واعتَمدَ في معيشَتِه بعدَها على مبيعاتِ مُؤلّفاتِه ومعاشٌ بسيط.

### فترة مُنتَصف العُمر

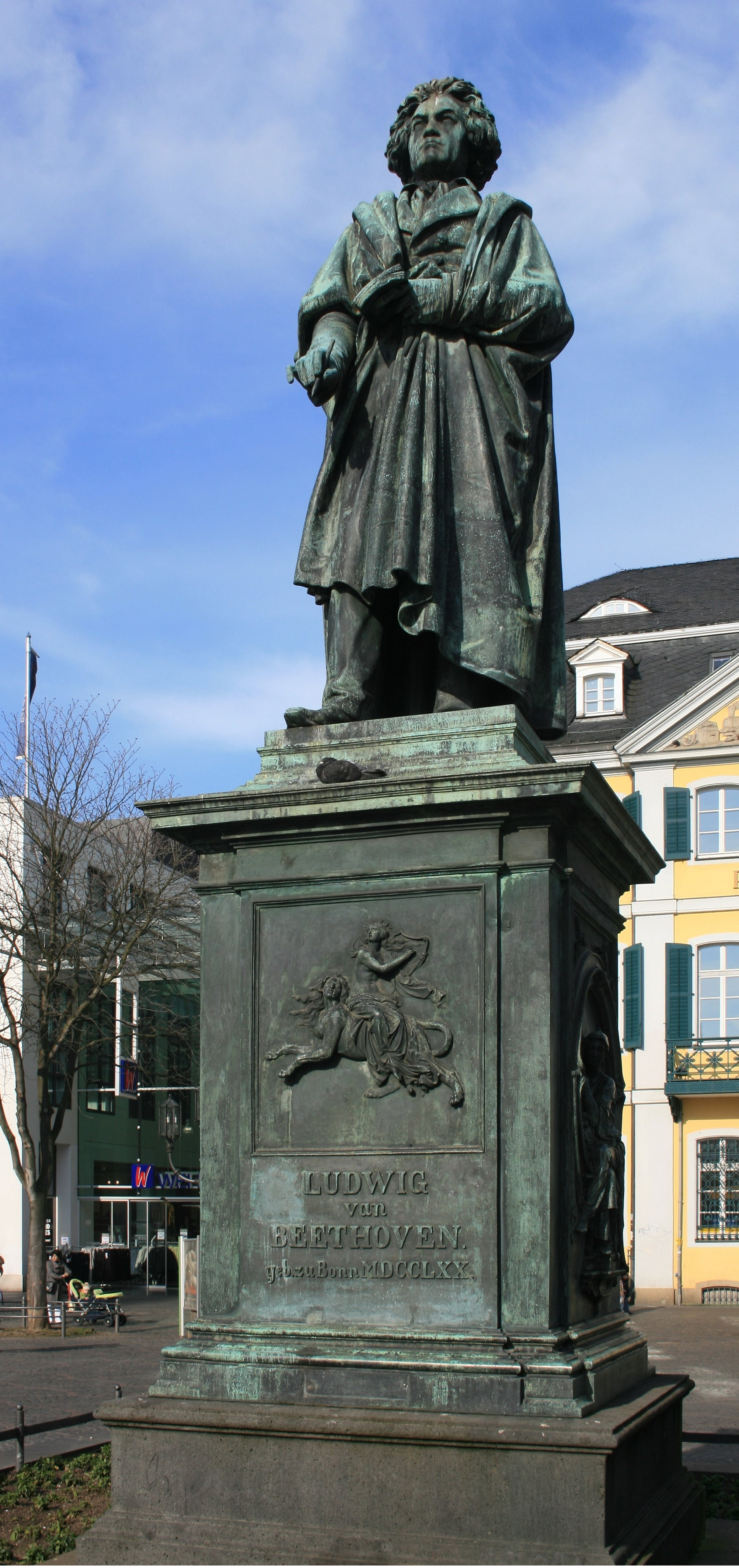
نًصبٌ تذكاري لبيتهوفِن في مدينَة بون حيثُ ولِد.

بعدَ عودَة بيتهوفِن مِن بلدَة هيلنستات إلى فيينا تغيّر أسلوبُه الموسيقيّ، ومِن هُنا تبدأ هذه الفترة مِن حياتِه. ووفقاً لما كَتبه كارل تشيرني أن لودفيج قالَ حينها أنّه غيرُ راضٍ عن أي عملٍ قدّمه سابِقاً، لذلك سيُغيّر أسلوبَه ويتّخذ طريقاً جديداً. وقد تميّزت هذهِ المَرحلة مِن حياتِه بتأليف أعمالٍ كثيرة وضخمَة اشتَهرت بكافَة أنحاء المعمورَة. كانَ أولى تِلك الأعمال الضخمة هيَ السيمفونيّة الثالثة (Op. 55)، وهيَ أطوَل من السمفونيّتين السابقتين، وعُزفت لأوّل مرة في أبريل سنة 1805 في فيينا وتبايَنت الآراءُ حينَها؛ بعضُ المُستَمعين انتقدها لكونِها طويلَة، والبعض امتدحها واعتبرها تُحفةً عظيمة.
تُسمى أحياناً فترة مُنتصف العُمر في حياة بيتهوفِن بالفترة البطوليّة. إلّا أن المُصطَلح أثارَ الجَدل في اوساطِ الباحثين. واحتجّ البعضُ على أنّه ليسَت جميع المُؤلّفات في تِلك الفترة كانَت رائِعة، فمثلاً السيمفونيّة الثالثة (Op. 55) والخامِسة (Op. 67) مِن السيمفونيات التي يَسهُل إطلاق هذا اللقب عليها؛ أمّا السادِسة (Op. 68) فلا.
بعضٌ مِن أعمالِه في تِلكَ الفترة استَلهمها مِن أعمال هايدن وموتسارت. وتَتضمّن أعمال هذه الفَترة أعمالاً شهيرة مِنها: السيمفونيّات من الثالثة (Op. 55) حتّى الثامِنة (Op. 93)، والرُباعيّات الوتريّة المعروفَة باسم راسومفسكي (Op. 59)، والرُباعيّتين الوتريّتين هارب (Op. 74) وسينيروسو (Op. 95)، وسوناتا البيانو والدستين (Op. 53) والسوناتا العاطفيّة (Op. 57)، والأوبرا الدينيّة المسيح على جبل الزيتون (Op. 85)، وأوبرا فيديليو (Op. 72)، وكونشرتو الكمان (Op. 61) والعديد مِن الأعمال الأُخرى. خِلالَ تِلكَ الفترة دَخلُ بيتهوفِن المادّي كانَ من مُؤلّفاتِه المنشورَة والحَفلات والنُبلاء.
تأخّر بيتهوفِن في تأليف مقطوعَة فيديليو كثيراً التي تعتَبر أضخَم عملٍ ألّفه حتّى ذاك التاريخ، فقد اضطر إلى الانتقالِ مُؤقّتاً إلى إحدى ضواحي المدينَة مع صديقِه ستيفان فون بروننغ، ثُمّ تأخّرت أكثَر بسببِ الرقابة النمساويّة. وأخيراً عَزفها في نوفمبر 1805، إلّا أن الحَفلة فَشِلت ماليّاً وذلك بسبب أنّ نِصفَ سُكّان المدينَة قد رَحلوا بسبب الاحتلال الفرنسيّ حينَها. ويُذكَر أنّه كانَ قلِقاً جداً أن يفقِد ما تبقّى مِن سَمعِه خِلال قصفِ القوّات الفرنسيّة بقيادَة نابليون المَدينَة في معركة واغرن عام 1809، لذلك لجأ بيتهوفِن لقضاءِ وقتِه في قبوِ مَنزِل أخيه وتغطية أّذنيه بالوسائِد.

### المشاكل الشخصيّة والعائليّة
بِحُكم أنّ المُجتَمع طَبقي الذي كانَ يعيشُ فيه، لم يتمكّن لودفيج من الزواج، حيثُ أنّ أغلَب حبيباتِه من الطبقة الأرستقراطية. أولَى تِلك النِساء هيَ جوليتا جيجياردي عرّفَه عليها أسرة برانسفيك حيثُ كانَ يُعطي دروساً في البيانو لفتياتِ تِلكَ الأسرة. بيتهوفِن ذَكر حُبّه لجوليتا في رِسالةٍ أرسلها لصديق صِباه فرانز واغلر يُخبِره بذلك في 1801، كما أخبره أيضاً أنّه لا يتوقّع الارتباطَ بِها لاختِلاف الطبقات. وقد أهداهَا سوناتا بيانو رقم 14 المعروفَة باسم ضوءِ القمر (Op. 27).

كما أحَبّ بيتهوفِن فتاةً كانَ يُدرّسُها البيانو مِن طَبقة النُبلاء وهيَ جوزفين برانسفيك، وقد زادَت علاقَتُه بِها بعدَ وفاةِ زوجِها المُفاجِئ في 1804. وقد كَتب بيتهوفِن 15 رسالَة حُبّ بينَ عامَي 1804 - 1810. ولكن لم يَستَطع الارتباطَ بِها على الرُغم من أنّها تُبادِله نَفس المشاعِر، ورحلَت مع عائِلتها عن المدينَة في 1807، وكانَت تَخشَى أن يُسحَب مِنها حقّ رِعايَة أطفالِها الأربعة إذا ما تزوّجت من رجلٍ من عامّة الشعب؛ فتزوّجت جوزفين فيما بعد بالبارون فون ستاكلبرغ. وقع بيتهوفِن بِحُبّ تيريزا مالفاتي في 1810، وفيما يبدو أنّ المقطوعَة الشهيرَة من أجل إليزة (WoO 59) مُهداةٌ لها، ولكن هُناكَ خِلافٌ بينَ الباحثين. ولاختلاف الطبقات، لم يستَطِع الزواجَ مِنها أيضاً.
في ربيع عام 1811، أُصيب بيتهوفِن بمرضٍ خطير وعانَى مِن صُداع وحمّى شديدة، وبناءً على نصيحَة طبيبه، أمضى سِتّة أسابيع في بوهيميا عِند الينابيع الساخنة في تبليتسه. ثُم في الشتاء التالي، عِندما كان بصدد تأليف السيمفونيّة السابعة (Op. 92)، مَرِض مرّة أُخرى، فأمره طبيبُه قضاء الصيفِ في تبليتسه. ويؤكّد الباحِثون أنّه كتب رسالة «إلى الحبيبة الخالدة» عندما كانَ في تلك المدينة. وهُناك خلافٌ بين الباحثين حولَ هويّة المُرسل إليه، فربما تكون جوليتا جيجياردي، أو جوزفين برانسفيك، أو تيريزا مالفاتي. وفي نهاية أكتوبر 1812 زار لودفيج أخيه يوهان وحاوَل إقناعه أن يقطَع علاقَته مع تيريز أوبرماير التي أنجَب مِنها طفلاً غير شرعيّ، لم يقتَنِع يوهان فناشَد لودفيج السُلطات الدينية والمدنية بهذا الأمر. في النهاية، تزوّج يوهان وتيريز بشكلٍ رسميّ في 9 نوفمبر.

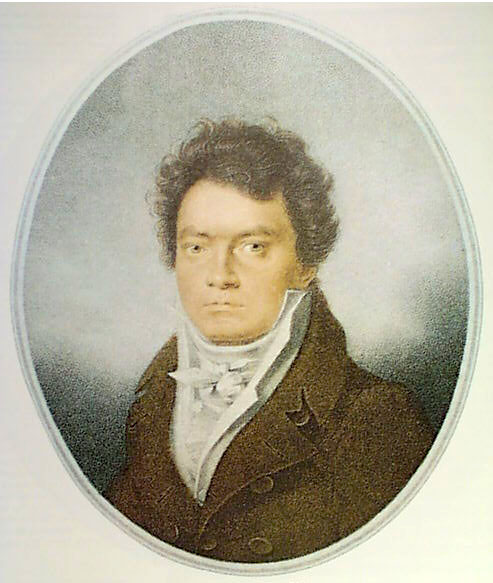
بيتهوفِن عام 1814. رَسمها لويس رينيه ليترونيه.

في مطلع عام 1813، مرّ بيتهوفِن بمرحَلة نفسيّة وعاطفيّة صعبة في حياتِه، وانخفض إنتاجُه الموسيقي، وتدهورَ مَظهرُه الشخصي -كان مُتألقاً دائماً-. في تِلك الفترة، كان على بيتهوفِن الاعتناء بشقيقه الذي كان مُصاباً بالسل وإعالةُ أسرته، مما سبّب له ضائقةً ماليّة.
وجد بيتهوفِن أخيراً الدافع الذي دَفعه للتأليف من جديد في يونيو 1813، وذلك عِندما وصله نبأ هزيمَة جيشِ نابليون في معركة فيتورا في فيتوريا-غاستايز بواسطة قوّات التحالف بقيادة آرثر ويلزلي. هذا الخبر حفّزه لكتابَة سيمفونيّة ملحميّة عُرفت باسم انتصار ولنغتون (Op. 91)، وعُزفت أوّل مرَة في 8 ديسمبر مع السيمفونيّة السابعة (Op. 92) وذلك في حَفل خيريّ أُقيمَ لضحايا الحَرب. نالَ العَمل شُهرةً شعبيّة واسعة، ربما بسبب أسلوبه التصويري الذي كانَ مُمتعاً وسهلاً للفهم؛ وقد عُزفَ اللحن في الحفلات التاليّة حيثُ عزفه في حفلة شهر يناير وفبراير عام 1814. وبعدَ أن عادت شُهرة بيتهوفِن، طالبه الجمهور بإعادة عزف فيديليو (Op. 72) التي نالت شُهرة بعد أن أعاد ضياغتها وتنقيحها. وفي ذلك الصيف ألّف سوناتا بيانو رقم 27 (Op. 90) بعدَ أن كان مُنقطعاً عن السوناتات لخمسِ سنوات، ويُعتَبر هذا العمل أكثر رومانسية من الأعمال السابقة. كما كان واحداً من الموسيقيين الذي شاركوا في العزف والتلحين في مؤتمر فيينا الذي بدأ في نوفمبر 1814.

### مرضه المُبكّر وصراعه لأخذ الوصاية
قلّ منتوج بيتهوفن الموسيقي مرّة أخرى بين عامَي 1815 - 1817 ويُعزى ذلك بسبب صراعه الطويل مع المرض، حيثُ استمرّ معه لأكثر من سنة. وخمّن الباحثون أنّ مشاكله الشخصيّة وصراعه مع سُلطات الرقابة في فيينا ومرض شقيقه كارل ووفاته بالسل، كل هذا لعب دوراً كبيراً لانخفاض إنتاجه أيضاً.
بدأ مرض كارل في وقتٍ ما من عام 1815، وقضى بيتهوفن وقته في رعاية شقيقه حتّى توفّي في 15 نوفمبر 1815، وحال وفاته دخل بيتهوفن في صراع مع زوجَة أخيه جوانا حول الأحقيّة في حضانة ابنه كارل ذو التسع سنوات. وكان بيتهوفن يعتبر جوانا غير صالحة لرعاية الطفل بسبب أخلاقها السيئة، حيث أنّه كان لديها ابن غير شرعي قبل الزواج بأخيه كما أنّها لا تُحسن التصرّف بالأموال، لذلك فإن لودفيج اعتبر نفسه هو الوصي الوحيد عليه. وقد جاءت وصيّة كارل بحضانَةٍ مُشتركة، إلّا أن بيتهوفن استمر بالعمل على القضيّة حتّى نجح بانتزاع الحضانة من زوجة أخيه في فبراير 1816، ولكن القضيّة لم تُغلق حتّى عام 1820.
كان نظام المحاكم في النمسا طبقيّاً آن ذاك، حيث كانت هناك محاكم لطبقة النبلاء وأخرى لأعضاء Landtafel وثالثة لأعضاء Landrechte ومحاكم أخرى لعامة الشعب. واعتقد القُضاء أنّ اللاحِقة الاسمية van باسمه هي لاحقة تدل على النُبل مثل اللاحقة von في عائلاتٍ أخرى، لذا فقد حوّلت قضيّته إلى محاكم Landrechte وربح القضيّة في ذاك الوقت. وخلال مجريات القضية اعترف بيتهوفن عن غير قصد أنّه ليس من النبلاء مما أدّى لتحويل القضيّة إلى المحاكم العامة في 18 ديسمبر 1818 حيثُ خسر الوصاية.
لم يستسلم بيتهوفن وناشد السلطات للتدخل فعادت الحضانة إليه. وخلال السنوات التالية قدّم بيتهوفن كل ما يستطيع ليضمن لابن أخيه حياة كريمة، لدرجة أنّه كان يتدخل كثيراً في حياة ابنه أخيه الخاصّة؛ بسبب ذلك حاول كارل الانتحار في 31 يوليو 1826 عن طريق إطلاق النار على رأسه ولكنّه فشل بذلك. ثُم انتقل لمنزل والدته ليسترد صحته. وقد انتهت الخلافات بينه وبين عمّه لودفيج إلّا أنه لم يَعُد ليعيش معه، فقد أصرّ على الالتحاق بالجيش النمساوي، وكانت آخر مرّة يرى فيها عمّه لودفيج في أوائل عام 1827.

### المرض والموت

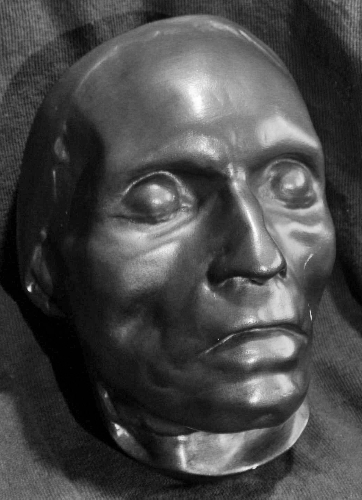
قناع موت بيتهوفن، من صناعة جوزيف دانزر.

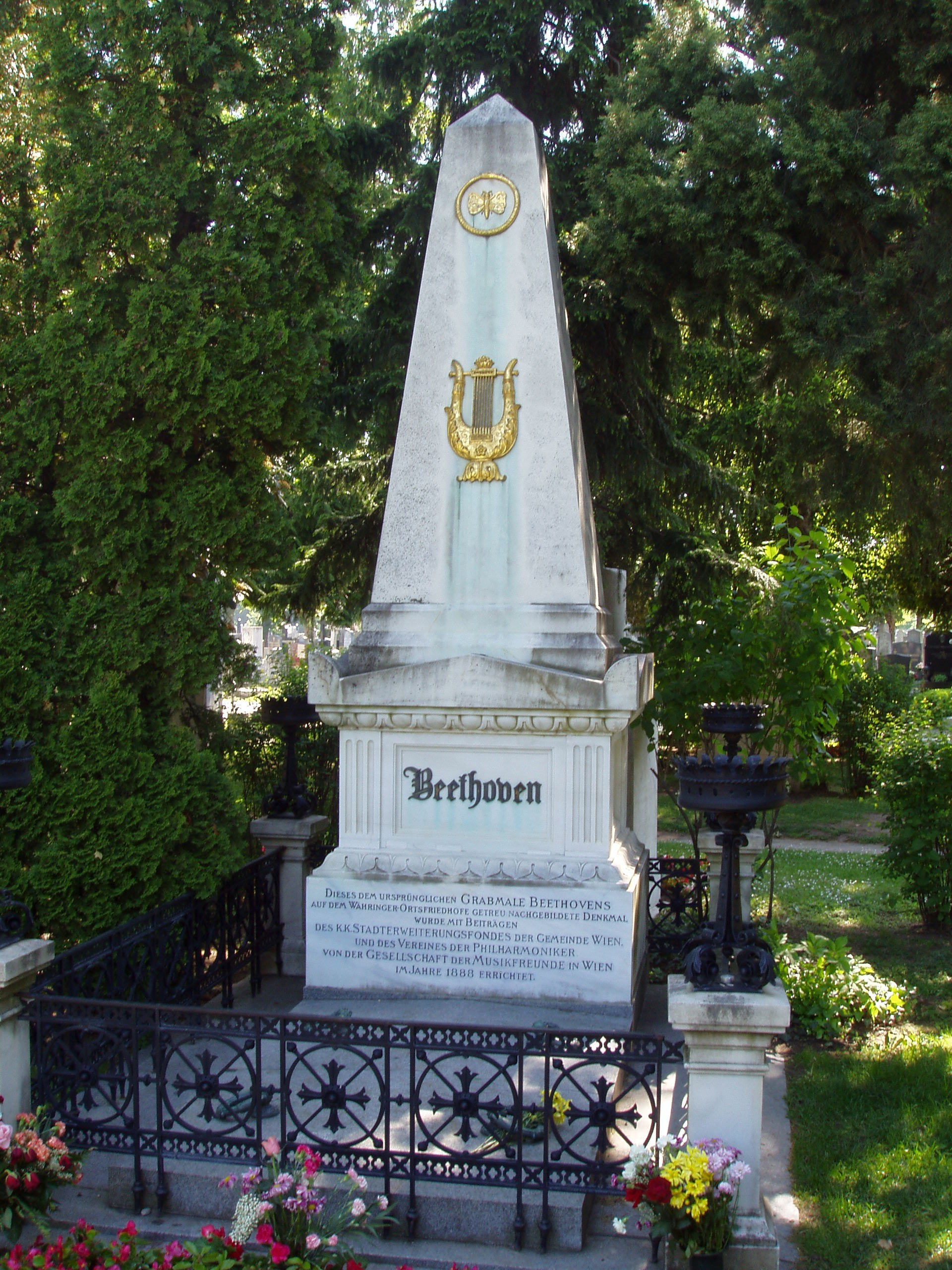
قبر بيتهوفن في مقبرة فيينا المركزية.

كان بيتهوفن طريحَ الفراش لمعظم الأشهر المتبقية من حياته، وجاء العديد من الأصدقاء لزيارته. وقد توفي في 26 مارس 1827 عن عمر يناهز السادس والخمسين عاماً خلال عاصفة رعدية، حيثُ أخبر صديقه أنسلم هتبرنر بهذا. وقد كشف تشريح الجثة عن تلفٍ كبيرٍ في الكبد ربما كانَ ناتِجاً عن استهلاك الكحول بكميات كبيرة. كما كشف عن تمدد في الأعصاب السمعيّة.
أُقيم موكب الجنازة في 29 مارس 1827 وقد حضره ما يُقارب الـ20000 مواطن. ويُذكر أن فرانز شوبرت قد حضر الجنازة وكان أحد حاملي الشعلة، وقد توفّي شوبرت في العام الذي يليه ودُفن بجانب بيتهوفن. ودُفن بيتهوفن في مقبرة في حيّ فيهرينغ الواقع شمال غربي فيينا، بيدَ أنّه في عام 1862 استخرجوا جثمانه من أجل إجراء الأبحاث والدراسات، ثُم في عام 1888 أُعيدَ دفنه في مقبرة فيينا المركزية. وقد أُعيد فتح القبر في 2012 للتحقق ما إذا قد سُرقت البقايا أم لا وذلك بعد سلسلة السرقات الحاصلة لمُلحّني فيينا الشهيرين.
كان هُناك خِلاف بين الباحثين حول سبب وفاة بيتهوفن المُبكّرة. فقد اقترحوا عدداً من الأمراض ربما أحدها هو سبب وفاته، وهي: تشمع الكبد، أو الزهري، أو التهاب الكبد الوبائي، أو التسمم بالرصاص، أو الغرناوية، أو مرض ويبل. وبعد الدراسات التي أُجريت على جُثمانه بعد استخراجِه عام 1862، أكّد الباحثون أنّ بيتهوفن مات مسموماً بدون قصد وذلك عن طريق تناوله للجرعات التي تحوي نسبةً عالية من الرصاص بموجَب تعليماتٍ من طبيبه.

## موسيقاه

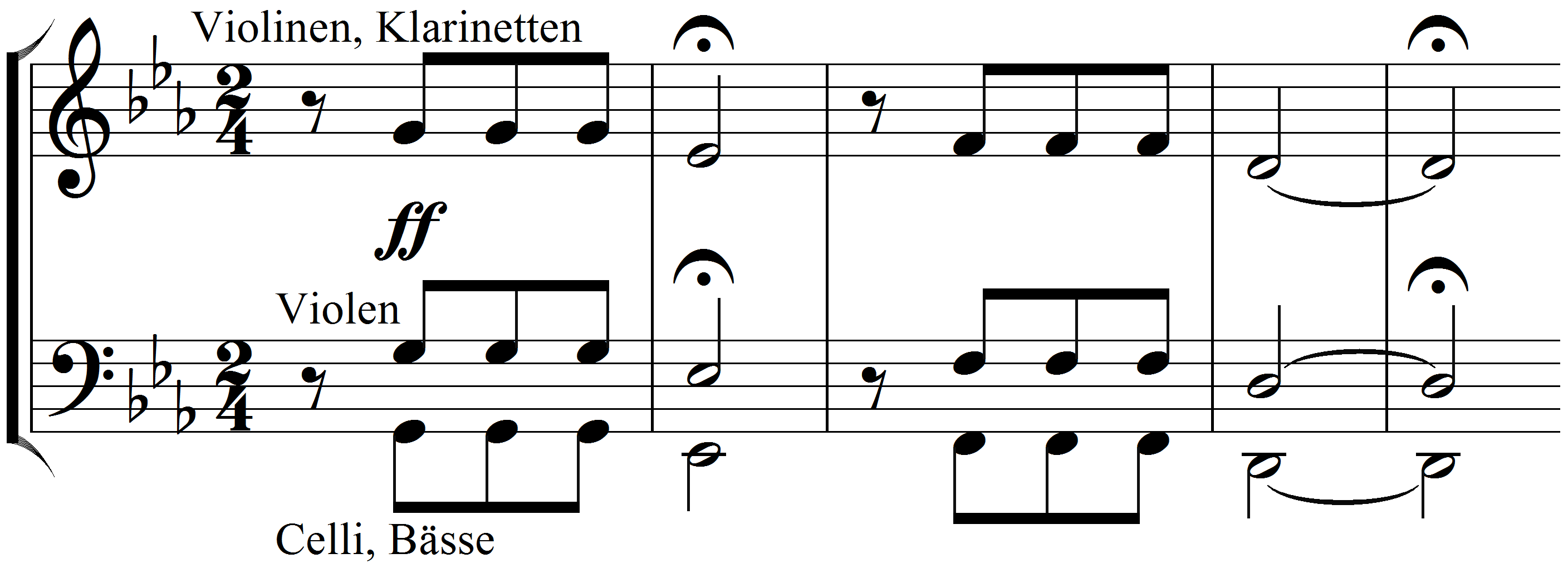
بداية السيمفونية الخامسة.

يُعتَبر بيتهوفن حاليّاً واحِداً من عظماء الموسيقى الكلاسيكية، وأحد الثلاثة الذين وصفهم الشاعر الألماني بيتر كورنيليوس بأنهم الأفضل في مجالهم "three Bs" -يقصد بهذا أفضل الملحنين بحرف الباء وهم: بيتهوفن، وباخ، وبرامس-. وكان تأثير بيتهوفن على الجيل اللاحق عميقاً وكبيراً، فهو يُشكّل نقطة تحوّل بين الموسيقى الكلاسيكية في القرن الثامن عشر والموسيقى الرومانسية في القرن التاسع عشر. ويُذكر أن لوحة فوياجر الذهبية التي أُرسِلت إلى الفضاء الخارجي ضمن برنامج فوياجر احتوت على تسجيلات موسيقية من تأليفه.

### نظرة عامة

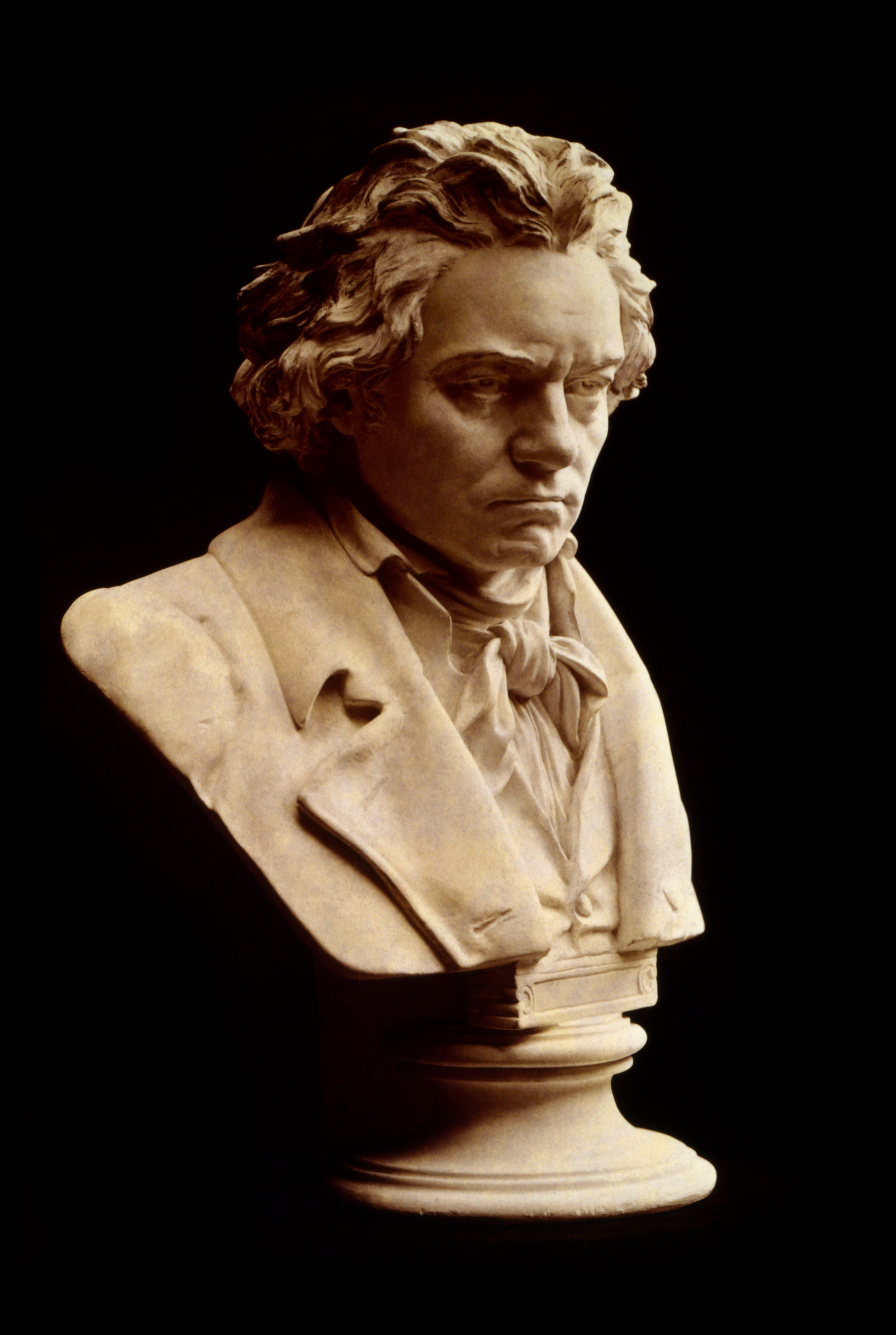
تمثال نصفي لبيتهوفن من نحت الألماني هوغو هاغن.

قام بيتهوفن بتأليف الكثير جداً من المقطوعات الموسيقيّة ذي أنواعٍ مختلفة. فتتراوح أعماله ما بين الأوركسترا الموسيقية وسوناتات للبيانو الكمان والتشيللو والبوق الفرنسي. تتضمن أعماله في الأوركسترا سيمفونيات وصل عددها إلى 9 سيمفونيات ومجموعَةً من الأوركسترا الأخرى، كما كتب 7 كونشرتو للأوركسترا فضلاً عن تأليفه بعضَ المقاطع للأوركسترا المنفردة. بالإضافة لتأليفه مقطوعة أوبرا منفردة معروفة باسم فيديليو (Op. 72) وتشمل أعماله للأوركسترا الأخرى على قدّاسين اثنين وبضع مقاطع قصيرة.
لدى بيتهوفن مجموعة كبيرة من سوناتات البيانو يصل عددها إلى 32 والعديد من المقاطع الأقصر، كما أنّ لديه 10 سوناتات للكمان و5 للتشيللو وسوناتا واحدة للبوق الفرنسي فضلاً عن عددٍ من الأغاني الشعريّة الألمانيّة. كما كتب كمية كبيرة من موسيقى الحجرة.

### فترات حياته الثلاث
قسّم المؤرخون حياة بيتهوفن المهنيّة لثلاثِ فترات، فترة مُبكرة ومتوسّطة ومُتأخّرة. تنتهي الفترة المهنيّة المبكرة عام 1802، وتستمّر الفترة المتوسّطة حتّى عام 1814، أمّا الفترة المُتأخرة فتبدأ من 1815 حتّى وفاته.
تأثّرت موسيقى بيتهوفن في الفترة المُبكّرة من حياته بموسيقى هايدن وموتسارت، وكانت تلك الفترة فترة تعليمٍ بالنسبة له، حيثُ تعلّم فيها توجّهات جديدة وواسعة في التأليف الموسيقي. وقد ألّف عدّة مقطوعاتٍ شهيرة في تلك الفترة من بينها السيموفيّتين الأولى والثانية، وسُداسيّة الرباعيات الوترية (Op. 18)، وأول كونشيرو للبيانو (Op. 15)، وأوّل عشر سوناتات للبيانو بما في ذلك سوناتا باثاتيك (Op. 13) الشهيرة.
تبدأ الفترة المتوسّطة من حياته بعد عودته مِن بلدَة هيلنستات إلى فيينا حيثُ تغيّر أسلوبُه الموسيقيّ وبدأ سمعه يَضعُف تدريجيّاً. وتُعتبر هذه المرحلة من أكثر المراحل غزارةً في الإنتاج، وقد ألّف في تلك الفترة 6 سيمفونيّات، وآخر ثلاث كونشيرتو للبيانو، وخمس رُباعيّات وترية، والعديد من السوناتات الشهيرة مثل سوناتا ضوء القمر (Op. 27) والسوناتا العاطفية (Op. 57) وسوناتا الكمان (Op. 47). كما ألّف في تلك المرحلة المقطوعة الأوبرالية الوحيدة فيديليو (Op. 72).
تبدأ الفترة المُتأخرة من حياة بيتهوفن المهنيّة في عام 1815، وقد اختلف أسلوب بيتهوفِن في هذه المرحلة حيثُ أنّه وصولاً إلى هذا العام صار أصمّاً تماماً، وتميّزت موسيقاه في هذه المرحلة بعمقها الفكري والابتكار في التأليف. ولعلّ من أشهر ما ألّفه في هذه المرحلة هي السيمفونيّة التاسعة، وآخر خمس سوناتات للبيانو، وآخر خمس رباعيّات وترية.

## شخصيته

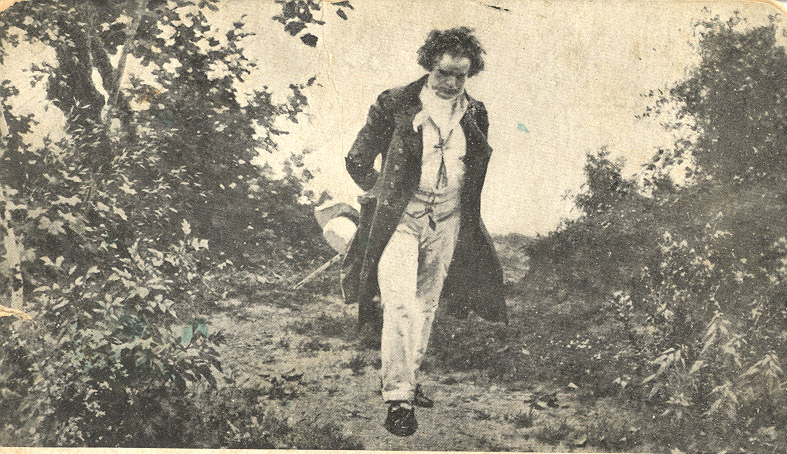
بيتهوفن يسير في البستان. اللوحة من رسم يوليوس شميد.

كان بيتهوفن يائساً في حياته، فإصابته بالصمم وآلام بطنه المزمنة -التي بدأت في العشرينات من عمره- أدّت به للتفكير بالانتحار مرّاتٍ عديدة وهذا يظهر جليّاً في وصيّة هايلجنشتات التي أرسلها لأخويه كارل ونيكولس؛ وكان بيتهوفن كذلك سريع الغضب وقد قيلَ بأنّه كان مُصاباً باضطّراب ثُنائي القطب. وكان بيتهوفن بالرغم من شخصيّته المزاجيّة، كانَ مُحاطاً بالأصدقاء والمُقرّبين طوال حياته، واستمرّ على علاقة مع الناس حتّى آخر يومٍ من حياته.
تُشير المصادر على أنّ بيتهوفن كان يستحقر السُلطات والمجتمع الطبقي الذي عاش فيه. وكان لديه اعتزازُ بنفسه، حيثُ كان يتوقّف عن العزف في الحفلات إذا ما صار الجمهور يتحدّثون فيما بينهم أو إذا لم يمنحوه الاهتمام الكافي، كما كان يرفض العزف إذا ما دُعي فجأة لذلك من دون ميعادٍ مُسبق، في النهاية، يُمكن القول أن بيتهوفن لم تنطبق عليه قوانين المُجتمع في عصره، بل كان يتصرّف على طبيعته في جميع الأحوال. وكانت حياتُه عبارة عن ثورة على الأرستقراطية وثورة الفرد على الذلّ والعبوديّة، وكان مُتأثّراً بالفِكر التنويريّ.
يُذكر أنّ بيتهوفن كان يؤلّف سيمفونيّته الثالثة ليُهديها لابن الثورة الفرنسيّة نابليون الأول، وفي أثناء ذلك، جاءه تلميذُه فرديناند ريس في إحدى أيّام عام 1804 ليُخبره بإعلان نابليون نفسه إمبراطوراً على فرنسا، فاستشاط غضباً وقال: «إذاً فهو كباقي الناس، جاء ليدوس على حقوق الإنسان، ويتمادى في تحقيق أطماعه الشخصيّة.» واتّجه بيتهوفن إلى المكتب وأمسك بصفحة عنوان السيمفونية من أعلاها. وقد خطّ عليها اسم بونبارت، ومزقها بالطول، ورمى بها أرضاً. وانتهى أمره إلى محو اسم بونبارت من عنوان سيمفونيته الثالثة وسماها: سيمفونية البطولة - في ذكرى رجلٍ عظيم.
لم يكن بيتهوفن يحترم كبيراً ولا صغيراً، كان يُهاجم الكنيسة والدولة والحزب الحاكم والسلطات القائمة في البلاط الإمبراطوري، ويفعل ذلك بصوتٍ عال على مسمع الناس، وباللهجة نفسها التي يسخر بها من مدير الأوبرا، أو يعنف القائمين على خدمته. وكان الغضب هو السبيل الوحيد للتعبير عن مشاعره. تعليمه كان ناقصاً وهذا مُلاحَظ في كتابته من كثرة أخطاء الهجاء، إلى التعبيرات السقيمة، وعدم النظام في وضع الفواصل، وخطٌ رديء عانى الأخصائيون صعوبة في فك رموزه. ويقال بأنّه لم يعرف من الحساب سوى الجمع والطرح. فقد وُجِد مكتوباً بخط يده على إحدى الأوراق الرقم 42 مُكرراً ثلاث عشرة مرة، وتحتها حاصل المجموع.
كانت معاملة بيتهوفن مع ناشريه معاملة السيد المطاع، والعميل الوقح، لا يتحرّج من اتهامهم بالسرقة، ونهب نتاج العبقرية. ولم يكن بيتهوفن بعيداً عن ذلك، فقد كشفت الدراسات عن معاملاتٍ ماليّة احتياليّة، كان يبيع مؤلفاً لأكثر من ناشر، أو يتناول أجراً مُقدّماً عن عمل لا يقوم به، وربما لم يكن في نيته أن يؤديه. وكانت له قضايا لا تنتهي مع زبائن لم يُسدّدوا له أجره.
يُعتبر بيتهوفن أوّل الفنانين الذين نادَوا بحقّ الفن ماديّاً وأدبيّاً في المجتمع، وأول الفنانين يعيش حرا من كد ذهنه ولا يدينون بشيء في الحياة إلا لنتاج عبقريتهم يقدّمونه في السوق ويتقاضون أجره. فقد كان الموسيقيّون قبل بيتهوفن يُعتَبرون خدماً لأشخاص أو بأفضل الأحوال يُعتبرن خدماً لهيئات عامّة. فمثلاً جوزيف هايدن عاشَ في قصر آل استرهازي، يرأس المجموعة الموسيقيّة هُناك، وكان يلبِس لباس الخَدم في القصر؛ وموتسارت كان يجلِس مع الخدم في الطابق السفلي من القصر الذي عاش فيه. أما بيتهوفن فكان يجلس مع الملوك والأمراء ويأكل على موائدهم. لذلك أعتُبِر بيتهوفن خاتمة الكلاسيكيين وأول الرومانسيين في الموسيقى.

## الاستقبال الجماهيري والإرث الإنساني

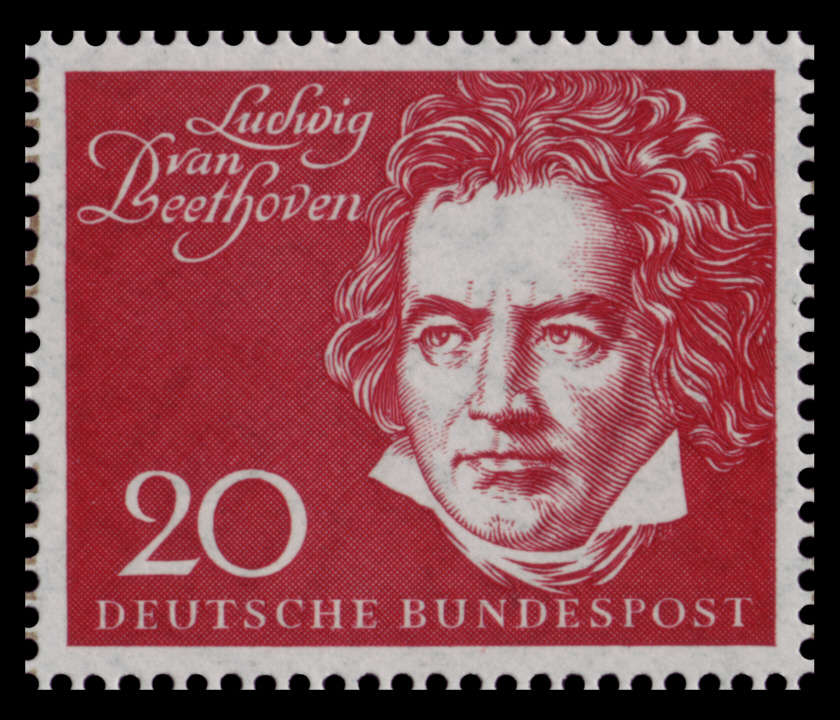
طابع بريدي ألماني بمناسبة افتتاح قاعة بيتهوفن في مدينة بون عام 1859.

يُعتبر بيتهوفن اليوم من أهمّ الموسيقيين على الإطلاق، وقد بُنيت الكثير من الأعمال على سيرة حياتِه، واقتُبِست العديد من المقطوعات الموسيقيّة، وظهرت العديد من الأفلام الوثائقية والروائيّة التي تتبّع حياته. ولعلّ من أشهر هذه الأفلام هو فيلم Immortal Beloved الذي أُنتِجَ في عام 1994 وهو من بطولة غاري أولدمان. وفي الذكرى الـ75 لبيتهوفن، كُشِف النقاب عن نُصبٍ تذكاري في أغسطس 1845 ووُضِع في بون، ويُعتبر هذا التمثال هو أوّل تمثال يوضع في ألمانيا لمؤلّفٍ موسيقي. وقد أصبَح المنزل الذي وُلِدَ فيه بيتهوفن معروفاً الآن بكونِه مُتحفاً ويقع في وسط مدينة بون.